# انریکو تلینی
انریکو تلینی (انگلیسی: Enrico Tellini; ۲۵ اوت ۱۸۷۱ – ۲۷ اوت ۱۹۲۳) فرمانده نظامی اهل پادشاهی ایتالیا بود که ترور او در مرز آلبانی و یونان در ۱۹۲۳ منجر به بحران کورفو شد.